# Oecetis tripunctata
Oecetis tripunctata – gatunek owada z rzędu chruścików i rodziny Leptoceridae. Larwy prowadzą wodny tryb życia, są drapieżne, budują przenośne domki.
Gatunek eurosyberyjski, niewystępujący na Wyspach Brytyjskich i w Skandynawii, zasiedlający jeziora oraz rzeki (Botosaneanu i Malicky 1978), limnebiont, gatunek rzadki.
Larwy zostały złowione w małym zbiorniku trwałym w Olsztynie.
W Niemczech występujący w limnalu i potamalu.